# Aralia urticifolia
Aralia urticifolia är en araliaväxtart som beskrevs av Carl Ludwig Blume och Friedrich Anton Wilhelm Miquel. Aralia urticifolia ingår i släktet Aralia och familjen Araliaceae. Inga underarter finns listade.